# 施尼尔普夫林根
施尼尔普夫林根（德語：Schnürpflingen）是德国巴登-符腾堡州的一个市镇。总面积10.71平方公里，总人口1331人，其中男性660人，女性671人（2011年12月31日），人口密度124人/平方公里。